# Густац (Корнат)
43° 46′ 41″ N 15° 20′ 43″ E / 43.77806° С; 15.34528° И
Густац је ненасељено острвце у хрватском дијелу Јадранског мора. Налази се у Корнатском архипелагу између Пишкаре и Корната, од којега је удаљен око 0,5 km. Сјеверозпадно од Густаца се налази острвце Коритњак. Дио је Националног парка Корнати. Његова површина износи 0,284 km², док дужина обалске линије износи 2,31 km. Највиши врх је висок 45 m. Грађен је од кречњака кредне и еоценске старости. Административно припада општини Муртер-Корнати у Шибенско-книнској жупанији.